# William d'Orange
William d'Orange (William of Orange) est un pigeon voyageur, soldat du MI14 (services secrets britanniques) durant la Seconde Guerre mondiale. Il a été récompensé en mai 1945 par la vingt-et-unième Médaille Dickin, pour avoir permis de sauver plus de 2 000 soldats alliés en septembre 1944 lors de la bataille d'Arnhem (opération Market Garden), grâce à ce que les autorités militaires ont appelé « son courage ».
Les communications alliées durant cette bataille étaient problématiques. Les troupes aéroportées à Arnhem étaient entourées par les Allemands et leurs rares radios fonctionnaient mal. William d'Orange a été lâché par les soldats britanniques le 19 septembre 1944 à 10 h 30 et est arrivé à son nid en Angleterre à 14 h 55. Il avait couvert plus de 400 km. Le message qu'il portait est un des rares à avoir atteint la Grande-Bretagne.

## Dans la littérature
L'exploit de ce pigeon a inspiré un passage dans un roman de Jérôme Minière.